# ژردی رکا
ژردی رُکا ئی فونتانه (کاتالونیایی: Jordi Roca i Fontané؛ زادهٔ ۲۸ نوامبر ۱۹۷۸) سرآشپز، قناد و شیرینی‌پز اهل اسپانیا است. مجله تخصصی رستوران در سال ۲۰۱۴ او را به عنوان بهترین قناد و شیرینی‌پز جهان انتخاب کرد. نتفلیکس یک قسمت از برنامهٔ شفز تیبل: شیرینی‌پزی خود را به او اختصاص داد. او در سال ۲۰۲۳ یکی از مدرسان وبگاه «پیستری‌کلاس» (کلاس‌های شیرینی‌پزی) بود. او از دیسفونی رنج می‌برد که نوعی بیماری عصبی است که سبب می‌شود صدایش همواره خشن باشد. رستوران او «سلار دِ کان رُکا» بارها جزء سه رستوران برتر جهان بوده‌است و در سال‌های ۲۰۱۳ و ۲۰۱۵ بهترین رستوران جهان شد.